# 龙华寺 (达沃)
龙华寺，是菲律宾最大的佛教寺庙之一，也是棉兰老岛最大的佛教寺庙。它位于阿格达奥区，达沃市中心东北3-4公里处的卡巴焦大道。
龙华寺的墙壁上铺满了意大利大理石板。寺内供奉着金观音像、描绘佛陀生平的木雕，以及莲花池。